# Грануломатозни простатитис
Грануломатозни простатитис је ретко запаљенско стање простате које хистолошки карактерише присуство гранулома и важан клиничка облик простатитиса који опонаша карцином простате, чија се дијагноза може поставити само хистопатолошким прегледом.
Узрокује га неколико специфичних и неспецифичних инфективних агенаса, а може бити узрокован секундарно након операција простате или локализовани облик системске грануломатозне болести. У погледу клиничких манифестација и лечења, то је неспецифичан ентитет који има карактеристичну хистопатологију. Како постоји могућност да се приликом физичког прегледа помеша са раком простате, хистопатологија остаје златни стандард за дијагнозу грануломатозног простатитиса, упркос различитим дијагностичким тестовима као што су ТРУС, ДРЕ и нивои ПСА у серуму.

## Историја
Грануломатозни простатитис су први описали Танер и МекДоналд 1943. године.

## Епидемиологија
Грануломатозни простатитис је необичан облик инфламаторног стања простате који се ретко јавља у уролошкој пракси. Његова инциденцијоа је око 3,3% у укупним инфламаторнихм лезијама простате.
Грануломатозни простатитис се јавља у широком распону старости, од 18 до 86 година (средњастарост пацијената је 62 године).
Пацијенти са постбиопсијским грануломима имају историју трансуретралне ресекције простате или, ређе, биопсију језгра. 
Епидемиолошке корелације ксантогрануломатозног простатитиса су сличне онима код неспецифичног грануломатозног простатитиса.

## Етиопатогенеза
Код грануломатозног простатитиса тачна етиологија је нејасна, али у већини случајева је идиопатска и сматра се да је резултат одговора страног тела на колоидне супстанце, бактеријске продукте, рефлуксни урин или имунолошког одговора на екстрадукталне секреције простате који настају из опструираних канала. хиперплазијом.
У литератури се помиње различита етиологија грануломатозног простатитиса:
- поновљене инфекције уринарног тракта (73%),
- хируршке интервенције укључују ТУРП/отворену простатектомију,
- биопсија простате иглом
- убризгавање БЦГ-а вакцине у бешику

Неспецифични грануломатозни простатитис и ксантогрануломатозни простатитис су вероватно узроковани  зачепљењем простатичних канала и стазом секрета. Настали епителни поремећај доводи до бекства ћелијских остатака, бактеријских токсина и секрета простате, укључујући корпора амилацеа  и сперме, у строму. Ово заузврат подстиче интензиван локализовани инфламаторни одговор.
Грануломатозни простатитис се може јавити у нормалној жлезди или нодуларној хиперпластичној жлезди или у карциноматозној простати. У већини случајева фокус грануломатозног простатитиса је перигландуларно, са деструкцијом жлезде.
Постбиопсијски грануломи настају као реакција на каутер и термалне промене епитела и строме простате.

### Класификација грануломатозног простатитиса[11]
Идиопатски (неспецифични)
- Типични неспецифични грануломатозни простатитис.
- Ксантом - ксантогрануломатозни простатитис.

Неспецифични грануломатозни простатитис је најчешћи тип грануломатозног простатитиса. Разлика између неспецифичног и инфективног грануломатозног простатитиса важна је из терапијских разлога. Неспецифични грануломатозни простатитис може се јавити у прелазним и периферним зонама.
Заразни (микобактеријски)
- Бактеријски - туберкулоза, бруцелоза, сифилис
- Гљивични - кокцидидиомикоза, криптококоза, бластомикоза, хистоплазмоза, најчешћи су облици микотичног простатитиса.
- Паразитски: - шистосомијаза, ехинококоза, ентеробијаза.
- Вирусни - херпес симплек вирус.

Микобактеријски простатитис може настати као резултат системске/генитоуринарне туберкулозе или, чешће, као компликација имунотерапије бацилом  Calmette-Guérin (BCG) за површински карцином мокраћне бешике. Простата је најчешће место туберкулозе у мушком генитоуринарном тракту а настаје као резултат хематогеног ширења из плућа или директне инвазије из уретре. Код микобактеријског простатитиса, грануломи преовлађују унутар периферне зоне простате, иако може бити захваћена и прелазна или централна зона. Скоро увек су присутни и мали субуретрални грануломи.
Малакоплакија
Јатрогени
- постхируршки
- постбиопсијски, који се јавља око места ресекције и дуж биопсијског тракта, као реакција на каутер и термалне промене епитела и строме простате.
- после терапије зрачењем.
- са БЦГ повезан.

Системске болести
- Саркоидоза,
- Реуматоидни артритис,
- Вегенерова грануломатоза,
- Полиартеритис нодоса

Ређи облици грануломатозног простатитиса укључују ксантогрануломатозни простатитис и саркоидозу. Ксантогрануломатозни простатитис је хистолошки сличан грануломатозном простатитису, а главна разлика је у истакнутости пенастих хистиоцита, који чине ксантоматозну компоненту, и могу се јавити у прелазним и периферним зонам. Грануломи у системским грануломатозним стањима могу бити усредсређени на крвне судове. 

## Клиничка слика
Пацијенти могу имати историју недавне инфекције уринарног тракта, интравезикалну инфекцију бактеријама, туберкулозу, имунокомпромитацију или трансуретралну ресекцију простате. Пацијенти са системским грануломатозним простатитисом могу имати у анамнези астму, плућно крварење, брзо прогресивно затајење бубрега или еозинофилију периферне крви.
Пацијенти могу имати грозницу, благу хематурију и учесталост мокрења, посебно пацијенти са инфективним и неспецифичним грануломатозним простатитисом. Грануломи након биопсијске ресекције су обично асимптоматски.

## Дијагноза
Клинички, грануломатознои простатитис опонаша карцином простате, па је за дијагнозу потребно патолошко испитивање. Клинички се манифестује:
- чврстим фиксираним чвором на дигиталном ректном прегледу (ДРП),

- повишеним нивоима простате специфичног антигена (ПСА) у серуму и

- хипоехогеним сенкама на трансректалној ултрасонографији (ТРУС)

Како својом клиничком презентацијом опонаша карцином простате хистопатологија остаје златни стандард за дијагнозу грануломатозног простатитиса.
Код грануломатозног простатитиса, жлезда је у великој мери чврста попут камена. Исечени пресек показује облитерацију архитектуре са формирањем жутих зрнастих нодула. 
Хистопатолошки преглед показује велике нодуларне агрегате хистиоцита, епителиоидне ћелије, мултинуклеарне ћелије и плазма ћелије.
Простата може бити тврда и нодуларна приликом дигиталног ректалног прегледа, а обично се клинички сумња на рак. Ниво простате специфичног антигена (ПСА) у серуму може бити повишен. Хематурија и пиурија се могу показати анализом урина.
Како не постоји специфичан образац клиничких, биохемијских и ултразвучних налаза који би омогућио дијагнозу грануломатозног простатитиса, као и његову диференцијацију од карцинома простате, дијагноза се поставља хистопатолошком методом након биопсије простате и трансуретралне ресекције (100%).
Хистопатолошки образац грануломатозног простатитиса је од суштинске важности да се наведе у извештајима пошто се начин терапијског лечења разликује од подтипа грануломатозног простатитиса.